# Raimundo Cutrim
Raimundo Soares Cutrim, mais conhecido como Dr. Cutrim (São João Batista, 8 de outubro de 1953) é um delegado de polícia federal e político brasileiro. Raimundo Cutrim é primo do ex-conselheiro Edmar Cutrim.

## Carreira política
Ingressou no curso de Direito da Universidade Federal do Maranhão em 1977 e concluiu o curso na Universidade Federal do Pará em 1982. Foi nomeado para o cargo de agente da Polícia Federal em 1981.
Em 1986, passou a exercer o cargo de delegado da Polícia Federal.
Em julho de 1997, assumiu o cargo decdo Estado, ficando até janeiro de 2006.
Em 2006, foi eleito deputado estadual pelo Partido da Frente Liberal (PFL).
Em 2008, candidatou-se a prefeito de São Luís, sem êxito. No segundo turno, apoiou João Castelo.
Em abril de 2008, voltou a exercer o cargo de secretário da Segurança Pública do Estado, até março de 2010.
Em 2010, foi reeleito deputado estadual pelo Democratas (DEM). Apoiou Roseana Sarney.
Em 2012, apoiou João Castelo.
Em 2013, filiou-se ao Partido Comunista do Brasil (PCdoB) e rompeu com o grupo Sarney.
Em 2014, foi reeleito deputado estadual pelo Partido Comunista do Brasil (PCdoB). Apoiou Flávio Dino e Dilma Rousseff.
Em 2018 e 2022, não conseguiu se reeleger.
Em janeiro de 2025, foi nomeado secretário estadual de Assuntos Legislativos.